# Olesa de Bonesvalls
Olesa de Bonesvalls település Spanyolországban, Barcelona tartományban. Lakosainak száma 2093 fő (2024).

## Földrajza
Olesa de Bonesvalls Subirats, Vallirana, Begues és Avinyonet del Penedès községekkel határos.

## Népesség
A település lakosságának változását az alábbi diagram mutatja:
| Lakosok száma | 122  | 713  | 498  | 410  | 329  | 1287 | 1740 | 1735 | 1810 | 2093 |
|               | 1717 | 1887 | 1936 | 1960 | 1986 | 2004 | 2009 | 2014 | 2019 | 2024 |